# Marmashen
Marmashen (in armeno Մարմաշեն?) è un comune di 1 786 abitanti (2008) della provincia di Shirak in Armenia.